# Viridis Visconti
Viridis Visconti (ur. ok. 1350; zm. 1 marca 1414) – księżniczka mediolańska, księżna austriacka.
Viridis była córką Bernabò Visconti i Beatrice Regina della Scala, córki władcy Werony Mastino II. W 1365 poślubiła Leopolda III Habsburga i miała z nim czterech synów:
- Wilhelm
- Leopold IV
- Ernest Żelazny
- Fryderyk IV

Viridis Visconti była dobrodziejką klasztoru Stična (niem. Sittich), położonego w obecnych granicach Słowenii, gdzie też została pochowana.

## Literatura
- Lexikon der Geschichte. Gütersloh / München 1998, ISBN 3-572-01285-6
- Jože Gregorič: Cistercijani v Stični (Zisterzienser in Sittich), Ljubljana 1980
- Jože M. Grebenc: Gospodarska ustanovitev Stične ali njena dotacija 1135 (Die wirtschaftliche Gründung Sittichs oder dessen Dotation), Samostan Stična (Kloster Sittich) 1973
- Jože Mlinarič: Kostanjeviška opatija 1234-1786 (Die Landstrasser Abtei 1234-1786), Ljubljana 1987,
- J.W. von Valvasor: Ehre. Band III, Faksimile Heppenheim 1971
- Richard Reifenscheid: Die Habsburger. Von Rudolf I. bis Karl I. Verlag Styria, Graz/Wien/Köln 1982 Seite 46,53,72
- Andreas Thiele: Erzählende genealogische Stammtafeln zur europäischen Geschichte Band II, Teilband 2 Europäische Kaiser-, Königs- und Fürstenhäuser II Nord-, Ost- und Südeuropa. R.G. Fischer Verlag, 1994 Tafel 441 a
- Hellmut Andics: Die Frauen der Habsburger.1. Auflage, Wien 1969, ISBN 978-3-8000-3746-9